# Kammerjazz
Kammerjazz (afledt af klassisk kammermusik + jazz) er en betegnelse anvendt på elegant, virtuos jazzmusik udført i mindre ensembler (f.eks. Oscar Peterson’s Trio, Modern Jazz Quartet, o.lign).
Betegnelsen bruges også om små jazz-ensembler, hvor rytmegruppen suppleres med få instrumenter fra den klassiske europæiske kunstmusik, som f.eks. violin og cello – og da ofte baseret på partiturspil, vekslende med fri improvisation over temaet.
| Musik | Spire Denne musikartikel er en spire som bør udbygges. Du er velkommen til at hjælpe Wikipedia ved at udvide den. |